# Entre rojas
Entre rojas és una pel·lícula dramàtica espanyola de 1995 dirigida per Azucena Rodríguez i protagonitzada per Penélope Cruz, Cristina Marcos i María Pujalte.

## Argument
En 1974 Lucía de Quirós, una jove de bona família, és condemnada a 10 anys de presó per amagar papers subversius contra el règim que pertanyen a seu xicot, un militant antifranquista. A la presó de Yeserías conviurà amb altres preses, comunes i polítiques. totes elles són obligades a compartir sostre i menjar i les mateixes il·lusions, i compartirà una experiència que marxarà les seves vides.

## Repartiment
- Penélope Cruz - Lucía
- Cristina Marcos - Julia
- María Pujalte - Cata
- Ana Torrent - La Tacatún
- Pilar Bardem - J. Monaco
- Carmelo Gómez - Pablo
- Beatriz Santiago
- Blanca Portillo
- Malena Gutiérrez
- Carmelo Gómez
- Karra Elejalde

## Premis i nominacions
María Pujalte fou nominada al Goya a la millor actriu revelació.